# Recepção (armazém)
A recepção (AO 1990: recepção ou receção) é uma actividade de armazém e tem como principal objectivo assegurar que o vendedor entregou ao armazém o produto certo, em boas condições, nas quantidades certas e no momento certo. O departamento de recepção tem como actividades principais a marcação do momento de entrega dos materiais na doca, descarregar os materiais do veículo transportador, contar o produto, verificar a qualidade do produto, identificar o SKU, entrar com o produto no inventário e transferi-lo para a zona de armazenagem (Mulcahy, 1994, p. 4.1).

## Actividade de recepção
Os problemas podem ocorrer no planeamento da recepção de materiais no armazém, se as transportadoras logísticas que intervêm nesta actividade não forem devidamente escolhidas. A posição das transportadoras e as suas características, são factores importantes que influenciam a recepção, de tal modo que as transportadoras são vistas como parte integrante do armazém. Sub consequentemente todas as tarefas da transportadora são incluidas no planeamento da recepção. A actividade de recepção começa quando a transportadora entra na propriedade do armazém e acaba quando a mesma sai do armazém (Tompkins et al., 1996, p. 394-395).
As actividades necessárias para a recepção são:
- Identificar o veículo de transporte;
- Bloquear as rodas do veículo;
- Verificação do selo do veículo;
- Posicionar e fixar a dockboard;
- Paletizar ou encaixotar conforme for apropriado;
- Descarregar o veículo;
- Preparar a contagem do material recebido;
- Comparar a contagem com guia de remessa;
- Separar artigos na categoria vendável ou não vendável:
- Libertar o veículo;
- Preparar o relatório dos produtos recebidos;
- Despachar os artigos.

Os requisitos do armazém para a recepção são:
- Área suficiente para estacionamento e manobras dos veículos;
- Existência de dockboards;
- Área suficiente para paletizar ou contentorizar;
- Área suficiente para colocar artigos antes de os despachar;
- Escritório para guardar documentos e elaborar relatórios.

Algumas características importantes do armazém para a recepção:
- Fluxo de materiais linear entre os veículos, zona de ordenação de mercadoria e áreas de armazenagem;
- Fluxo contínuo sem paragens (congestionamentos) excessivos;
- Uma área concentrada de operações, que minimize a movimentação de materiais e aumente a eficiência da supervisão;
- Movimentação eficiente de materiais;
- Operações seguras;
- Minimização de estragos;
- Fácil de limpar.

## Princípios da recepção
Os seguintes princípios servem como guia da actividade de recepção por forma a dar-lhe uma maior dinâmica.Estes pretendem simplificar o fluxo de material através da recepção e garantir que através do mínimo trabalho os requisitos são satisfeitos. Os princípios da recepção são (Tompkins et al., 1996, p. 397-400):
- Não receber

Para alguns materiais, a melhor recepção acontece quando a mercadoria não chega a ser recebida.Fazer com que o vendedor faça o envio directo dos materiais para o cliente, poupa tempo e trabalho laboral associados à recepção.Um exemplo disso são encomendas grandes e volumosas que ocupem muito espaço no armazém.
- Pré-receber

Quando se está na doca de recepção, a actividade que ocupa mais tempo e mais espaço dá-se aquando do recebimento, pois existe a necessidade de manter o material para identificação do produto, designação do local de armazenagem, entre outros. Em alguns casos a informação sobre os materiais que estão a chegar pode ser enviada directamente do vendedor na altura da expedição, pode estar guardada num smart card que vem com a encomenda ou então através de mecanismos de rádio frequência colocados ao longo do percurso.
- Cross-docking

O objectivo da recepção é preparar o material mais rapidamente para ser expedido.A maneira mais rápida e produtiva é o cross-docking, pois a expedição é feita a partir da doca de recepção.Material paletizado com um SKU por palete, caixas soltas empilhadas no chão e mercadoria reservada por clientes são excelentes candidatos ao cross-docking.
- Arrumar directamente para locais de maior movimento ou de reserva

Quando o material não pode ser cross-docked pode-se poupar alguma movimentação de material, eliminando a paragem para recepção e pondo o material directamente em locais de picking ou de reserva.
- Ordenar em locais de armazenamento

Se o material tiver de ser ordenado para armazenamento pode-se proporcionar locais de armazenamento para receber o material, minimizando assim o espaço necessário para a ordenação.
- Desfazer e movimentar as cargas eficientemente

O maior tempo disponível para preparar um produto para ser expedido acontece durante a recepção, pois assim que a encomenda do produto seja recebida não resta muito mais tempo para essa preparação. O processamento dos materiais deve ser sempre feito com antecedência possível. Estas actividades incluem:
- Reembalagem nas quantidades mais vendidas.
- Marcar e colocar etiquetas.
- Medir o volume e pesar para planeamento de armazenagem e transporte.

- Separar os materiais recebidos para serem armazenados eficientemente

Tal com o picking por zona e em sequência são estratégias eficazes para melhorar a produtividade do picking, os materiais recebidos podem ser separados de maneira a serem retirados do armazém, ou por zona, ou por sequenciação.
- Combinar arrumações com retiradas do armazém sempre que possível

Ao combinar estas duas actividades, estamos a reduzir o número de viagens que os veículos industriais fazem vazios. Esta técnica é especialmente usada para paletes.
- Nivelar a utilização de recursos na recepção

Esta nivelação pode acontecer, recebendo a horas diferentes e fazendo as conferências de material em períodos de menor movimento. Comunicando com os fornecedores as empresas melhoraram o acesso a informações sobre o momento em que são enviados os materiais. Podem, assim, usar esses dados para coordenar o momento de recepção e para informar os  seus próprios clientes sobre a expedição.
- Minimizar ou eliminar os percursos a pé, fazendo mover os materiais e não as pessoas

Uma estratégia eficaz para aumentar a produtividade do picking, especialmente quando tem de ser efectuada uma grande variedade de tarefas nos materiais (embalar, contar e etiquetar), é colocar os stocks no local do picking. A mesma estratégia deve ser aplicada na recepção, por ser uma actividade que também envolve movimentação de cargas.

## Planeamento do espaço para a recepção
As tarefas necessárias para a determinação do espaço necessário para a recepção são (Tompkins et al., 1996, p. 402-407):
- Determinar o que é que é recebido. Informações sobre o quê, quando e quanto vai ser recebido podem ser obtidas a partir de relatórios de recepções anteriores (no caso de existirem), ou caso sejam recepções que nunca tenham tido lugar naquele armazém, são feitos estudos de mercado para obter informações sobre o número de carregamentos e de encomendas esperadas. A partir destas informações escolhem-se as transportadoras de acordo com as especificações desejadas.
- Determinar o número e o tipo de docas. Se o número de chegadas á doca seguir uma distribuição regular (Poisson) e se estas não variarem com o tempo, devem ser feitas análises para determinar o número e tipo de docas. Se o número de chegadas á doca variar com a hora, dia da semana ou com o número de camiões à espera, devem ser feitas simulações para esse calculo.
- Determinar os requisitos de espaço dentro do armazém para a recepção. O espaço interior do armazém têm de ter em conta locais tais como:
  - Espaços de conveniência pessoal;
  - Escritórios;
  - Espaços para guardar equipamentos de manutenção e transporte de material para movimentação de cargas;
  - Locais para acondicionar dispositivos para colecta e tratamento do lixo;
  - Locais de descanso;
  - Espaço para guardar paletes e materiais para embalar.

## Tendências que visam a melhoria da recepção
Tendências que visam a melhoria da actividade de recepção (Mulcahy, 1994, p. 4.2):
- Política Just in time;
- Computadores, códigos de barra e GPS;
- Novos equipamentos para descarregar e carregar;